# Nauru i olympiska sommarspelen 2004
Nauru i olympiska sommarspelen 2004 bestod av 3 idrottare som blivit uttagna av Naurus olympiska kommitté.